# ブーゲンビリア
ブーゲンビリア（Bougainvillea）は、オシロイバナ科ブーゲンビリア属に属する熱帯性の低木である。ブーゲンビレアとも呼ばれる。和名はイカダカズラ（筏葛）、ココノエカズラ（九重葛）である。

## 概要

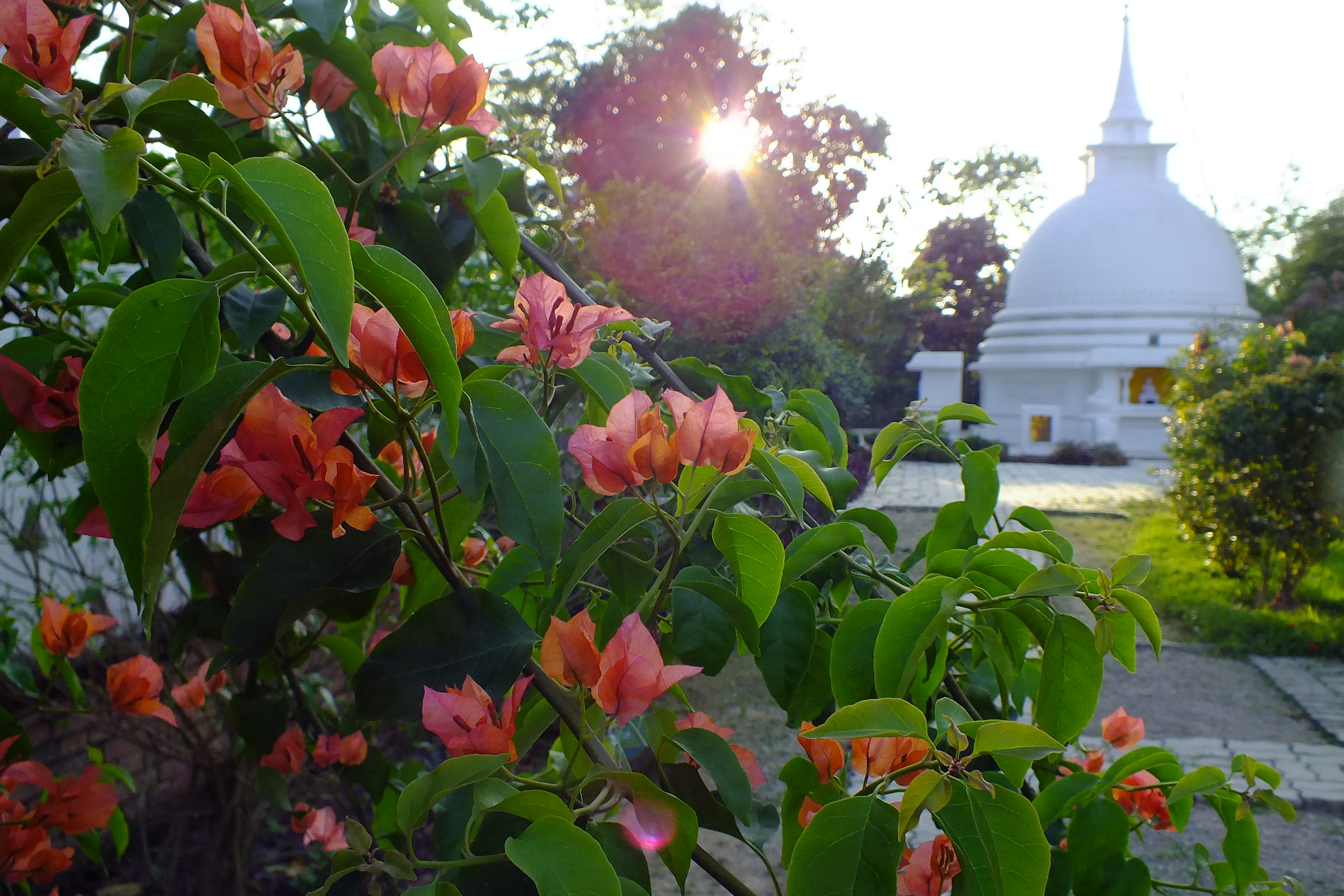
釈迦の生誕地、ネパール・ルンビニに咲くブーゲンビリア（スリランカ寺）

原産地は中央アメリカ及び南アメリカの熱帯雨林。ブーゲンビリアという名前は、1768年にブラジルで木を見つけたフランス人の探検家ブーガンヴィルに由来する。花の色は赤から白まで変化に富み、ピンクやマゼンタ、紫、橙、黄のものもあるように見える。しかし、実際の花はいわゆる花の中央部にある小さな3つの白い部分である（写真では2つしか見えない）。色づいた花びらに見える部分は、花を取り巻く葉（包葉）であり、通常3枚もしくは6枚ある。
代表的な種として、Bougainvillea buttianaやBougainvillea glabra、Bougainvillea peruviana、Bougainvillea spectabilis がある。
2015年、宮崎県宮崎市の宮崎空港ビルで栽培されているブーゲンビリアに、従来品種よりも一回り大きい新品種が見付かり、既存品種のエリザベスアンガスが突然変異を起こしたものと推定され、空港ビル運営会社の初代社長岩切章太郎にちなみ、「エリザベスアンガス章太郎」と名付けられた。

## 文化
花言葉を「情熱」とする文献がある。夏の季語としても使われる。俗に「魂の花」とも呼ばれている。

## 利用
ブーゲンビリアの葉に含まれるピニトールが糖尿病に効果が有るとされる。

## 画像

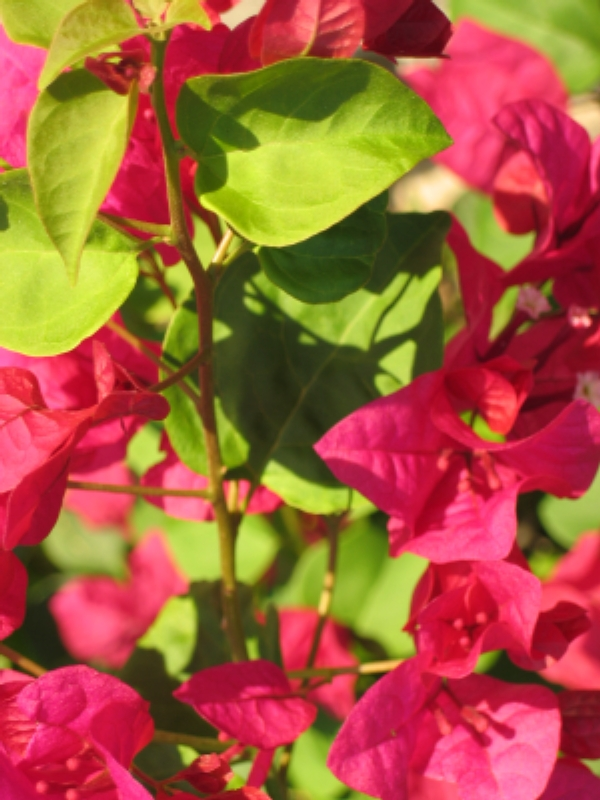
赤いブーゲンビリア
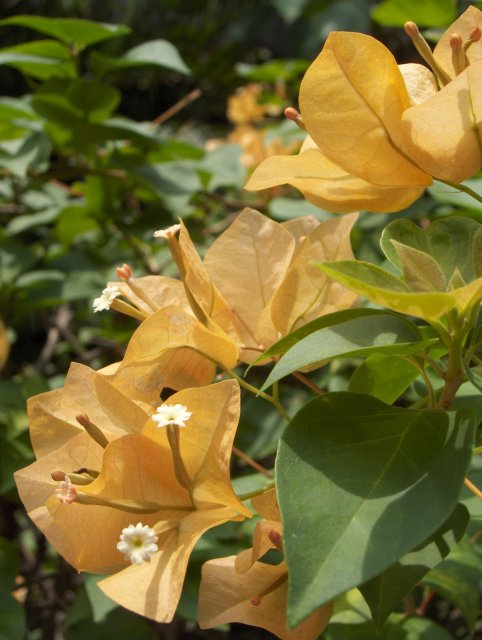
黄色いブーゲンビリア
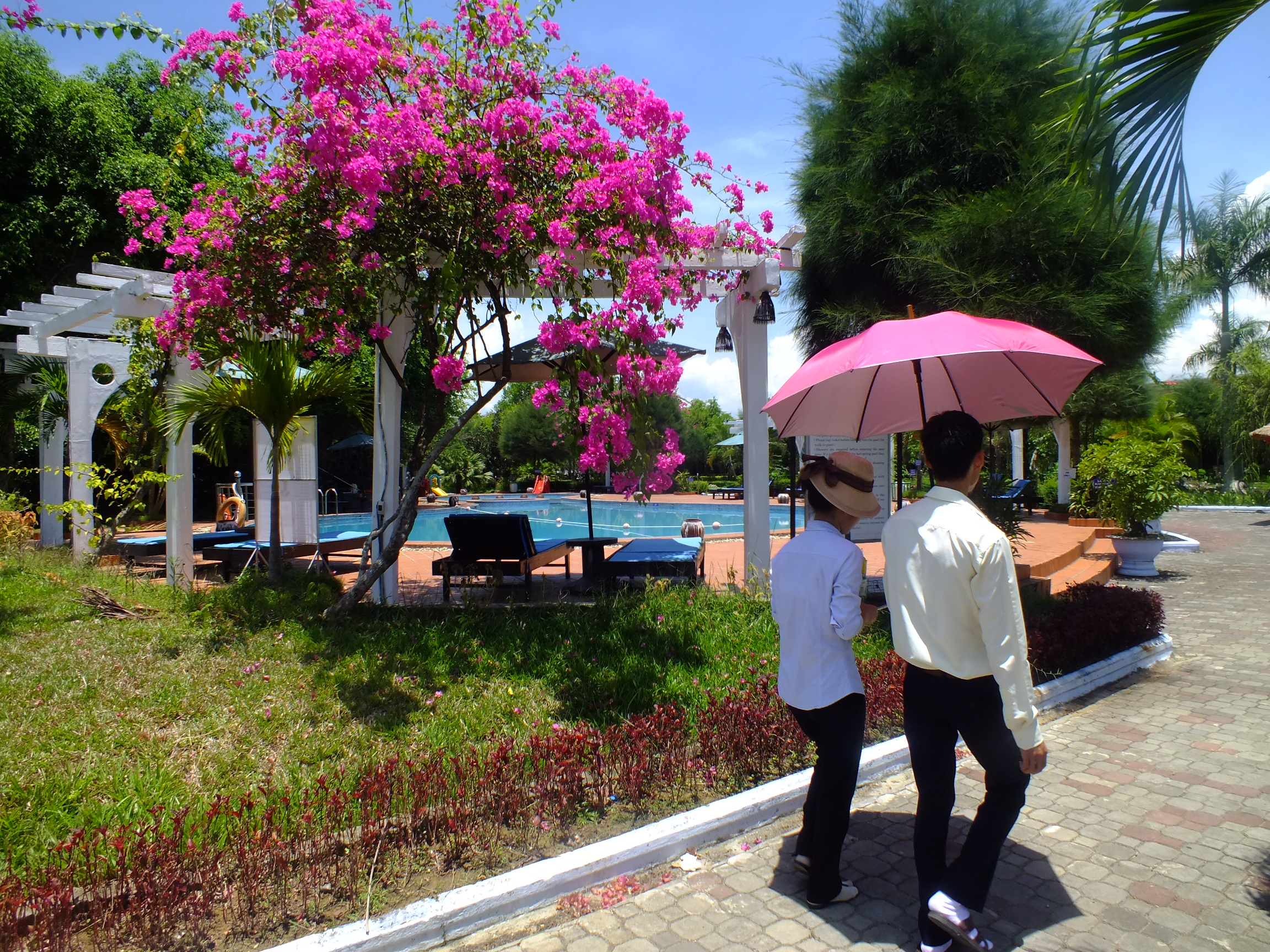
リゾート温泉に植栽されるブーゲンビリア（ミーアン温泉）
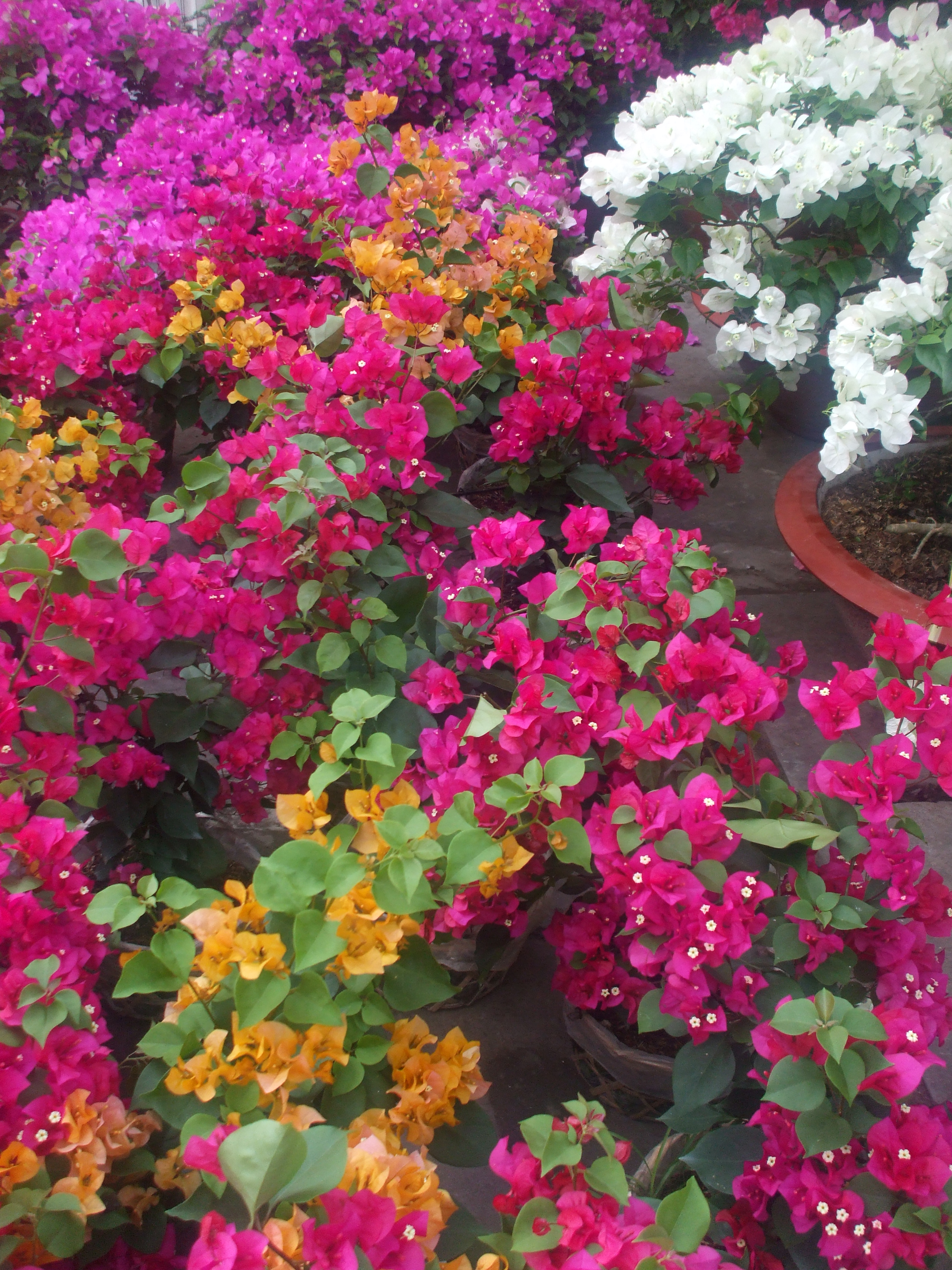
様々な色のブーゲンビリア
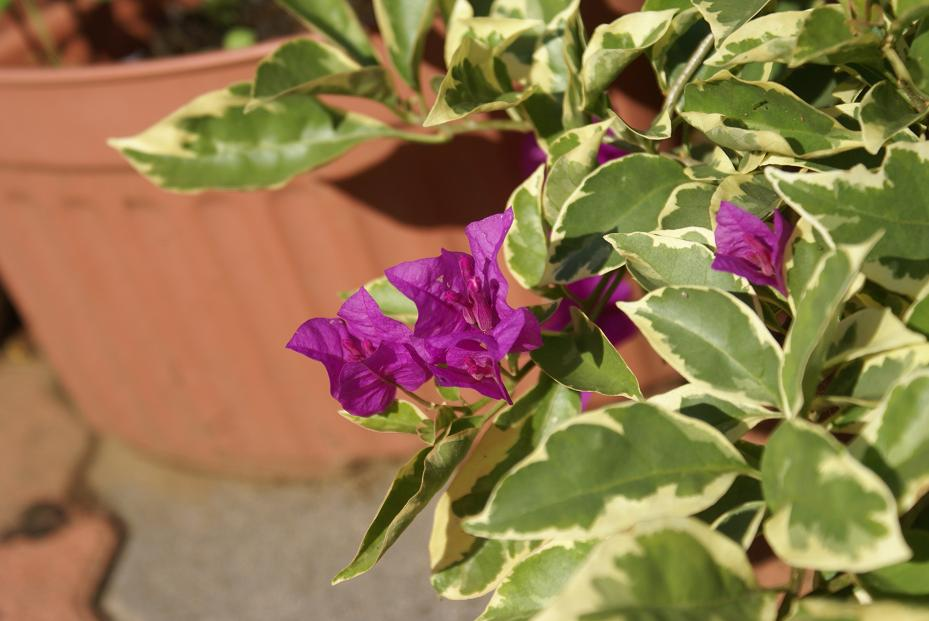
斑入りのブーゲンビリア